# Bò Friesian Thụy Điển
Bò Friesian Thụy Điển, (tiếng Thụy Điển: 'Svensk Låglandsboskap', thường viết tắt là SLB), là một giống bò sữa của Thụy Điển. Giống bò này được thành lập vào khoảng năm 1870 từ nguồn nhập khẩu các giống bò là bò Friesian Hà Lan hoặc bò Black Pied Đức. Từ khoảng năm 1970 nó đã được lai tạo một cách có hệ thống với giống Holstein-Friesian của Mỹ, đến mức loại gốc Thụy Điển ban đầu có thể đã tuyệt chủng. Tên Thụy Điển Holstein cũng có thể được sử dụng.:307

## Lịch sử
Vào khoảng năm 1970, Thụy Điển bắt đầu nhập tinh dịch từ bò đực Holstein-Friesian Hoa Kỳ. Từ năm 1970 đến năm 2005, tỷ lệ alen Holstein ở bò Friesian Thụy Điển tăng từ 6% lên hơn 90%; trong bò đực tỷ lệ tăng thậm chí nhiều hơn. Loại Friesian Thụy Điển ban đầu đã trở nên rất hiếm, và có lẽ nên được coi là tuyệt chủng.
Năm 2008, hai giống đã được báo cáo cho DAD-IS: Svensk Holstein hoặc Holstein Thụy Điển, với hơn 400 000 con bò đã đăng ký; và Svensk Låglandsboskap hoặc Friesian Thụy Điển, với 100 con bò đã đăng ký và tình trạng bảo tồn của "nguy cấp". Vào năm 2014, giống này được ghi nhận với cái tên "Svensk låglandsboskap (holstein friesian)", với số lượng dưới 560 000.

## Đặc điểm
Bộ lông của bò Friesian Thụy Điển là trắng với các mảng đen. Bò đực nặng khoảng 1200 kg, bò cái nhẹ hơn rất nhiều, chỉ khoảng 650 kg.

## Sử dụng
Bò Friesian Thụy Điển là một giống bò sữa, được nuôi chủ yếu cũng vì mục đích lấy sữa.